# テ・アモ
「テ・アモ」(Te Amo)はバルバドスのレコーディングアーティストリアーナの楽曲。4枚目のスタジオ・アルバム『R指定』に収録され、アルバムから5枚目のシングル（アルバムからの最後のシングル）として2010年6月11日に発売された。
この楽曲はミケル・S.エリクセン、トーア・エリック・ヘルマンセン、ジェイムズ・フォンテレロイ、リアーナによって書かれ、スターゲイトによってプロデュースされた。題名はラテン語、スペイン語、ポルトガル語にある言葉で、「私は貴方を愛している」の意味がある。しかし、スペイン語とポルトガル語の「Temo（私は恐れる）」を洒落にしたものという噂もある。リアーナは2010年5月22日に行われたBBC Big Weekend Music Festivalでこの曲を披露した。

## 発売日一覧

### ラジオ
| 地域   | 発売日       | 規格             |
| ------ | ------------ | ---------------- |
| カナダ | 2010年6月7日 | メインストリーム |

### 発売歴
| 地域             | 発売日        | 規格                   | レーベル                 |
| ---------------- | ------------- | ---------------------- | ------------------------ |
| オーストラリア   | 2010年6月8日  | デジタル・ダウンロード | ユニバーサルミュージック |
| イタリア         | 2010年6月8日  | デジタル・ダウンロード | ユニバーサルミュージック |
| ニュージーランド | 2010年6月8日  | デジタル・ダウンロード | ユニバーサルミュージック |
| ドイツ           | 2010年6月11日 | CDシングル             | ユニバーサルミュージック |